# Cylloceria striatula
Cylloceria striatula là một loài tò vò trong họ Ichneumonidae.